# Anton Burchard
Anton Burchard, auch Borchers (* 1584 in Lübeck; † 28. März 1628 in Kiel) war ein deutscher evangelisch-lutherischer Geistlicher und Kontroverstheologe.

## Leben
Nach dem Besuch des Katharineums studierte Burchard ab Mai 1599 Evangelische Theologie an der Universität Rostock und ab 1601 an der Universität Wittenberg. In Wittenberg war er Respondent zweier Disputationen (1602 und 1604) unter dem Vorsitz von David Runge und graduierte 1602 als Magister.
1606 ging er als Konrektor an das Gymnasium in Stettin. 1613 berief ihn der Lübecker Rat zum Diaconus (3. Pastor) an St. Marien zu Lübeck. Als die Stadt Lübeck im Herbst dieses Jahres einen Bündnisvertrag zur Sicherung der freien Schifffahrt in Nord- und Ostsee mit den souverän gewordenen niederländischen Generalstaaten schloss, sah der Vertrag grundsätzlich die Ansiedlung von Reformierten in Lübeck als möglich an. Dagegen hielt Burchard leidenschaftliche Predigten, weil er jegliche Gemeinschaft der lutherischen Stadt mit den Calvinisten, die er als fremde Religion betrachtete, als Sünde ansah. Trotz starken Rückhalts, den Burchard unter seinen Kollegen genoss, musste der Superintendent Georg Stampelius, der auf Seiten des Rates stand und eine eher neuzeitliche Position der Toleranz vertrat, eingreifen. Mit Hilfe zweier Gutachten, eingeholt von der Theologischen Fakultät der Universität Rostock und der Juristischen Fakultät der Universität Gießen, gelang es Stampelius, Burchard 1614 vom Rat als Inhaber des landesherrlichen Kirchenregiments absetzen und aus der Stadt ausweisen zu lassen.
Er ging zunächst zurück an die Universität Rostock, wo er als Dozent wirkte. 1616 wurde er als Pastor an die Nikolaikirche in Kiel berufen. Hier blieb er bis an sein Lebensende.
In erster Ehe war er mit Elisabeth, geb. Schening verheiratet. In zweiter Ehe heiratete er Ursula, geb. Matzen. Er wurde zum Stammvater einer Familie, die über Generationen als Geistliche in Holstein tätig waren. Aus der ersten Ehe hatte er einen Sohn Matthias (* 20. August 1619 in Kiel; † 29. August 1679 in Kiel). Nach Studium in Rostock wurde er Pastor in Kiel. Er war der Vater des Mediziners Christoph Martin Burchard. Der Sohn aus zweiter Ehe Georg Heinrich (* 21. Juni 1624 in Kiel; † 15. Juni 1701 in Heiligenhafen) wurde in Rostock 1653 Magister und war zuletzt Pastor in Heiligenhafen.
Zu seien Nachfahren zählen Heinrich Adolf Burchardi, Samuel Christoph Burchardi und Georg Christian Burchardi.

## Werke
- Disputatio Catech. XVIII. De Potestate Clavium Et Ministerio Ecclesiastico.  Wittenberg: Müller 1602
- Disputatio ... de Calvinismo ... / 7: Complectens Mataeologias Calvinianas Et corruptelas, cum earundem examine, quas moliuntur in articulis Symboli Apostolici tribus, Ascendit in coelum, Sedet ad dexteram Patris... Wittenberg: Müller 1604

Digitalisat, Staatsbibliothek Berlin
- Progymnasmata Eloquentiae In Quibus. Docetur ratio Oratorie tractandi, Fabulam, Narrationem, Apopthegma, Sententiam, Confutationem, Confirmationem. Lübeck: Jauch 1609
- Die auch von den Todten wiederrathene und wiederlegte Union.
- Articulus fidei apostolicae Jesus Christus filius Dei Dominus noster descendit ad inferos: in novem pugnantes opiniones a Zwinglianis interpretibus distractus. Rostock 1616
- Von dem Mißbrauch und Rechtem Gebrauch dieser Zeit Güter und Gaben Gottes: Eine Predigt aus der Epistel an die Gal. Cap. 6. v. 1.  Vor dieser Zeit gehalten / zu Lübeck Durch: M. Antonium Birchardum ab Ecclesia Lubecensi Exulem. Rostock [1616]

Digitalisat, UB Rostock
- Fontes Sacrarum Consolationum Iterum referati. Rostock 1625

Digitalisat, Staats- und Universitätsbibliothek Hamburg